# Centro (Madrid)
Centro is een district in het centrum van de Spaanse hoofdstad Madrid. Het district heeft ongeveer 150.000 inwoners.

## Wijken

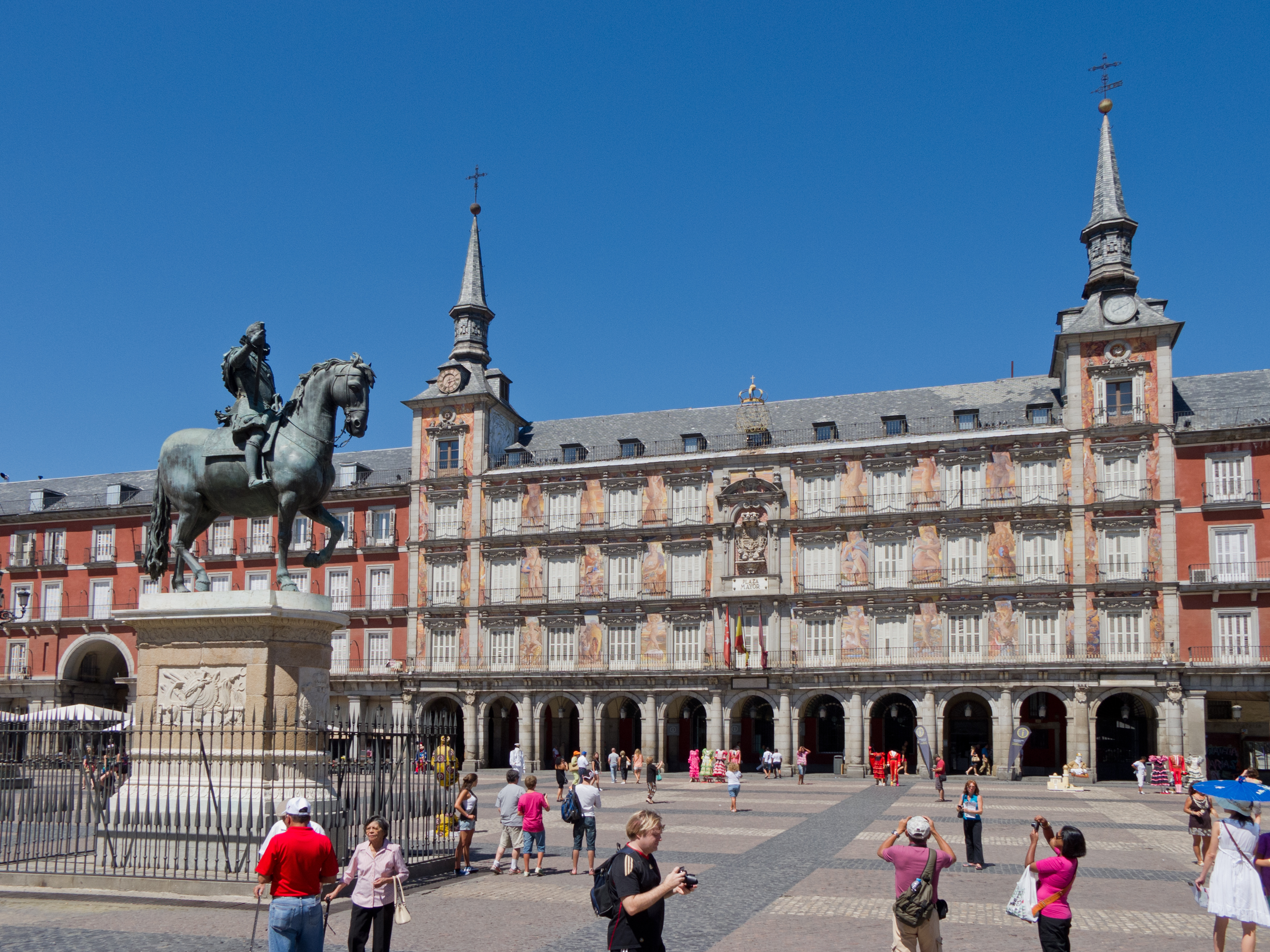
Plaza Mayor

- Palacio
- Embajadores
- Cortes
- Justicia
- Universidad
- Sol

Centro · Arganzuela · Retiro · Salamanca · Chamartín · Tetuán · Chamberí · Fuencarral-El Pardo · Moncloa-Aravaca · Latina · Carabanchel · Usera · Puente de Vallecas · Moratalaz · Ciudad Lineal · Hortaleza · Villaverde · Villa de Vallecas · Vicálvaro · San Blas · Barajas